# Университет прикладных наук Кеми-Торнио
Университет прикладных наук Кеми-Торнио (фин. Kemi-Tornion ammattikorkeakoulu) — бывший университет Финляндии, был расположен в соседних городах Кеми и Торнио (Лапландия).
Университет сотрудничал с другими научными и исследовательскими учреждениями в международном проекте «Университет Арктики».

## История
Университет был открыт в 1992 году в двух соседних городах Лапландии - Кеми и Торнио. 
Учебный корпус в Торнио представлял собой трёхэтажное здание, в котором располагались медиа-лаборатории, учебные аудитории, офисы для преподавательского состава и студенческого общества, а также центр дистанционного образования.
Центр дистанционного образования был открыт в 2000 году в рамках государственной программы Финляндии по созданию информационного общества. Центр электронного обучения также инициировал проекты исследований и разработок в области электронного и дистанционного образования, таких как финская виртуальная политехника. Одним из результатов этой работы стало создание отмеченной наградами концепции eDegree для обучающихся на расстоянии в Лапландии и Финляндии в целом.
Университет активно сотрудничал с российскими высшими учебными заведениями, такими как Мурманский гуманитарный институт и Петрозаводский государственный университет.
Университет был расформирован в 2013 году, когда на его базе (совместно с Университетом прикладных наук Рованиеми) был организован Лапландский университет прикладных наук. Перед этим был изучен опыт объединения Северного Арктического федерального университета, а также вузов Дании, Швеции и Норвегии.